# Comuna Urmeniș, Bistrița-Năsăud
Urmeniș, colocvial Ormeniș, (în maghiară Mezőörményes, în trad. "Armeneștii de Câmpie"), este o comună în județul Bistrița-Năsăud, Transilvania, România, formată din satele Câmp, Coșeriu, Delureni, Fânațe, Podenii, Scoabe, Șopteriu, Urmeniș (reședința), Valea și Valea Mare.

## Date geografice
Este situată în sudul județului, la 35 km de Reghin, 45 km de Târgu Mureș, 100 km de Bistrița și 80 km de Cluj.

## Demografie
Componența etnică a comunei Urmeniș
     Români (80,32%)
     Romi (12,52%)
     Maghiari (2,09%)
     Alte etnii (0%)
     Necunoscută (5,07%)
Componența confesională a comunei Urmeniș
     Ortodocși (85,87%)
     Greco-catolici (4,83%)
     Reformați (2,09%)
     Alte religii (1,79%)
     Necunoscută (5,43%)
Conform recensământului efectuat în 2021, populația comunei Urmeniș se ridică la 1.677 de locuitori, în scădere față de recensământul anterior din 2011, când fuseseră înregistrați 1.949 de locuitori. Majoritatea locuitorilor sunt români (80,32%), cu minorități de romi (12,52%) și maghiari (2,09%), iar pentru 5,07% nu se cunoaște apartenența etnică. Din punct de vedere confesional, majoritatea locuitorilor sunt ortodocși (85,87%), cu minorități de greco-catolici (4,83%) și reformați (2,09%), iar pentru 5,43% nu se cunoaște apartenența confesională.

## Politică și administrație
Comuna Urmeniș este administrată de un primar și un consiliu local compus din 11 consilieri. Primarul, Dumitru Tomșa[*], de la Partidul Național Liberal, este în funcție din 2004. Începând cu alegerile locale din 2024, consiliul local are următoarea componență pe partide politice:
|  | Partid                          | Consilieri | Componența Consiliului | Componența Consiliului | Componența Consiliului | Componența Consiliului | Componența Consiliului | Componența Consiliului |
|  | ------------------------------- | ---------- | ---------------------- | ---------------------- | ---------------------- | ---------------------- | ---------------------- | ---------------------- |
|  | Partidul Național Liberal       | 6          |                        |                        |                        |                        |                        |                        |
|  | Partidul Social Democrat        | 3          |                        |                        |                        |                        |                        |                        |
|  | Partida Romilor „Pro Europa”    | 1          |                        |                        |                        |                        |                        |                        |
|  | Alianța pentru Unirea Românilor | 1          |                        |                        |                        |                        |                        |                        |

## Generalități
Suprafata: 59,28 kmp.
Infrastructura:
Comuna este electrificata, exista retea de gaz care acopera majoritatea nevoilor locale, servicii de telefonie fixa si televiziune prin cablu. Se cauta solutii pentru introducerea canalizarii si in curs de finalizare se afla reteaua de apa, prin finantare SAPARD.
Economia:
Agricultura si cresterea animalelor sunt activitatile de baza. Suprafetele de teren agricol sunt cu aproximatie urmatoarele: arabil 5000 ha, fanate si pasune 1000 ha, padure 700 ha. Principalele culturi sunt cele de grau si secara, porumb boabe, cartofi, floarea soarelui, sfecla de zahar, legume, struguri si fructe. Efectivul de animale este: bovine 1500 capete, ovine 3000 capete, pasari 10.000 capete, porci 3000 capete si cabaline 300.
Populatia:
2280 locuitori, numărul gospodăriilor 920.
Căi de acces:
Drumul national DN 16. Gara se gaseste la 15 km (transport de persoane și marfă).

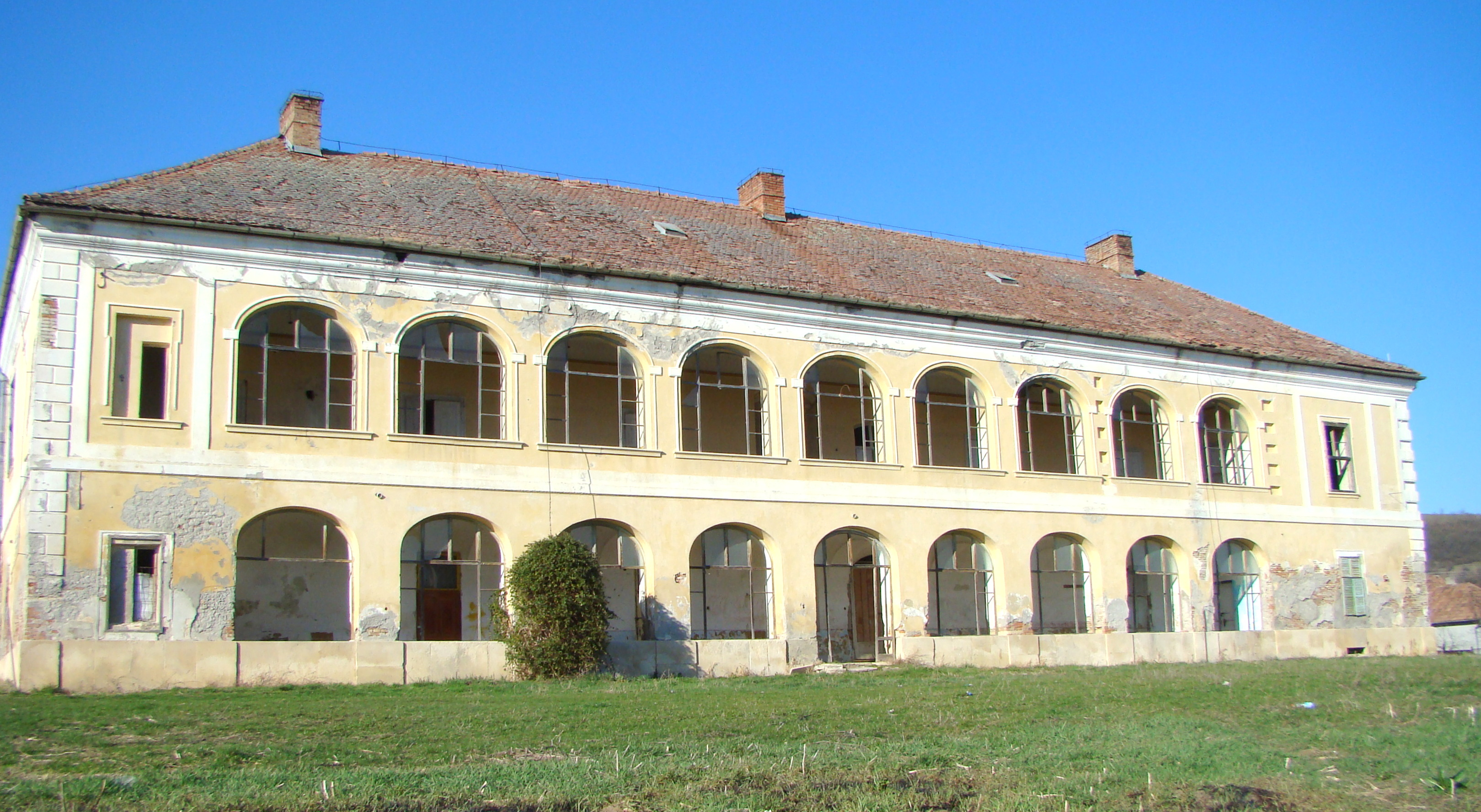
Castelul Rákóczi-Bánffy

## Clădiri istorice
- Castelul Rákóczi-Bánffy (monument istoric)

## Imagini

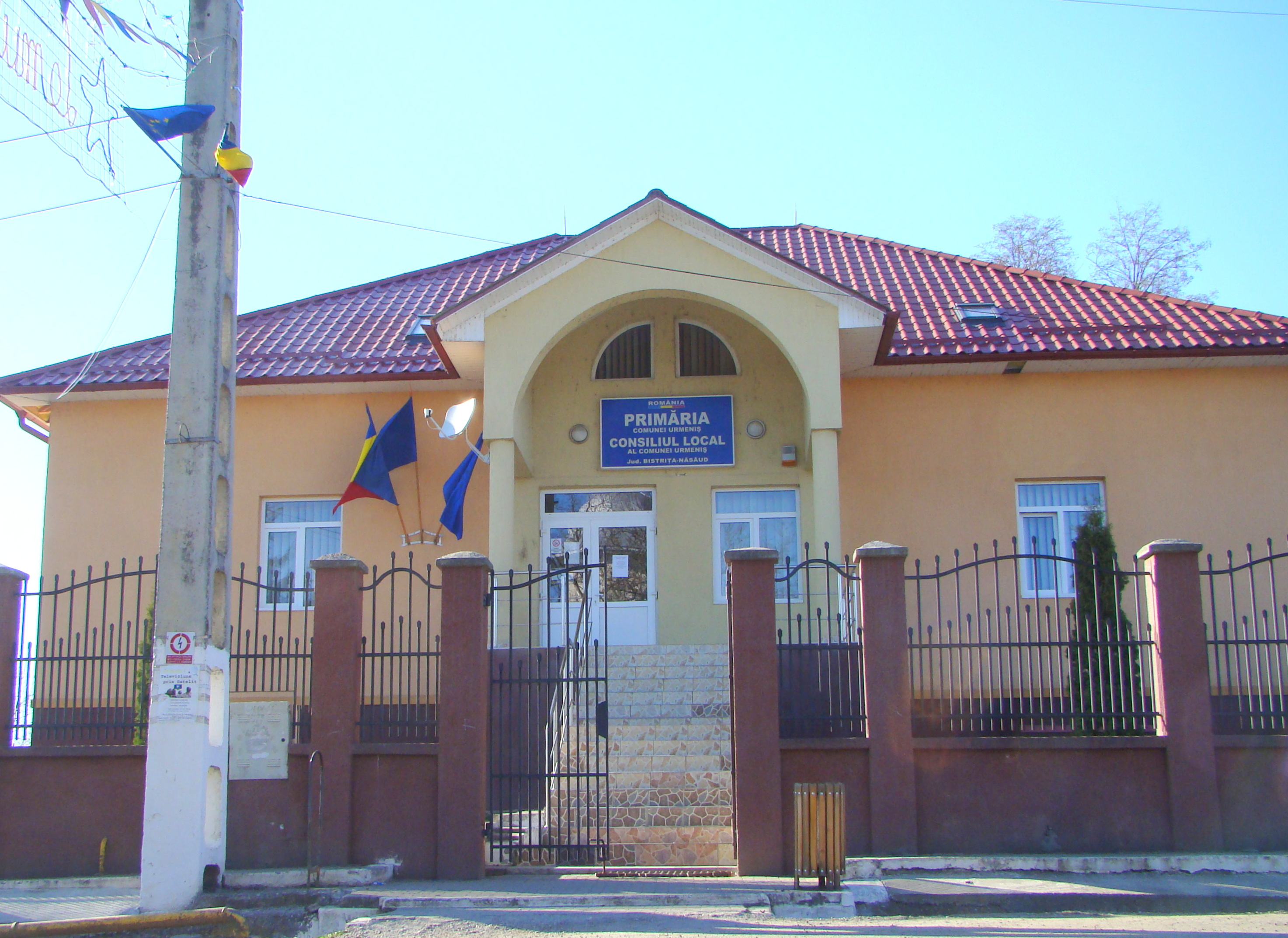
Primăria comunei
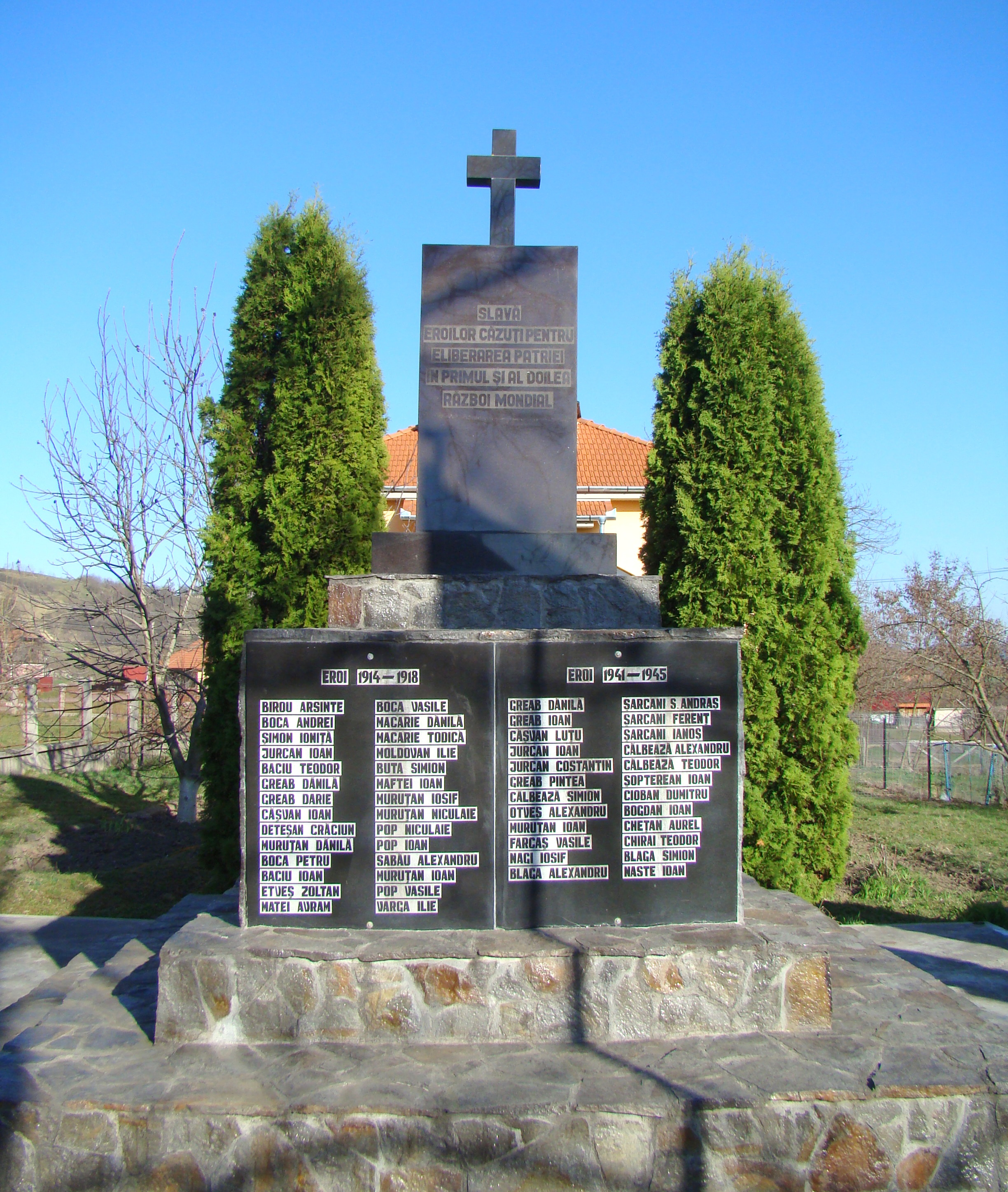
Monumentul eroilor
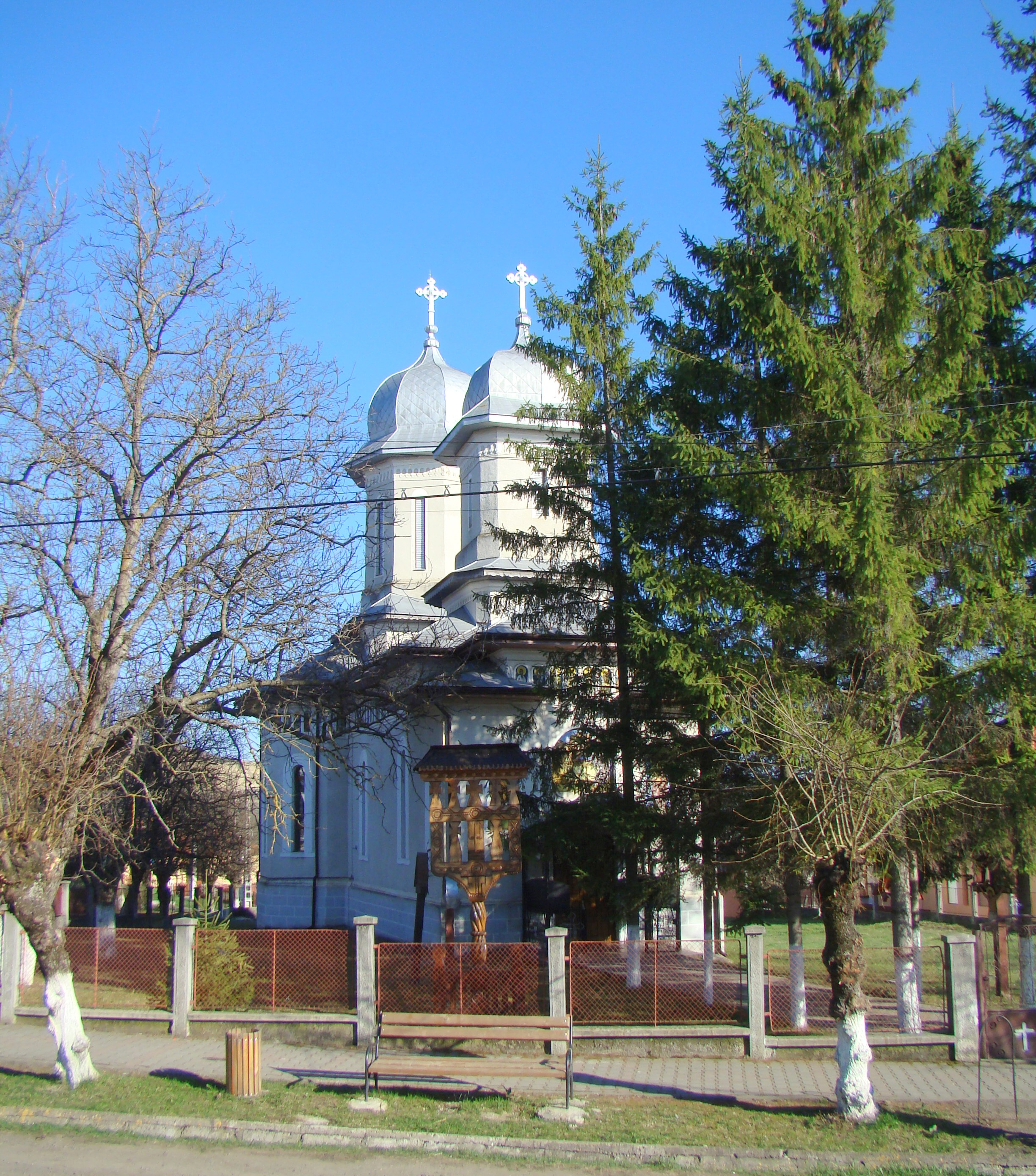
Biserica ortodoxă din Urmeniș
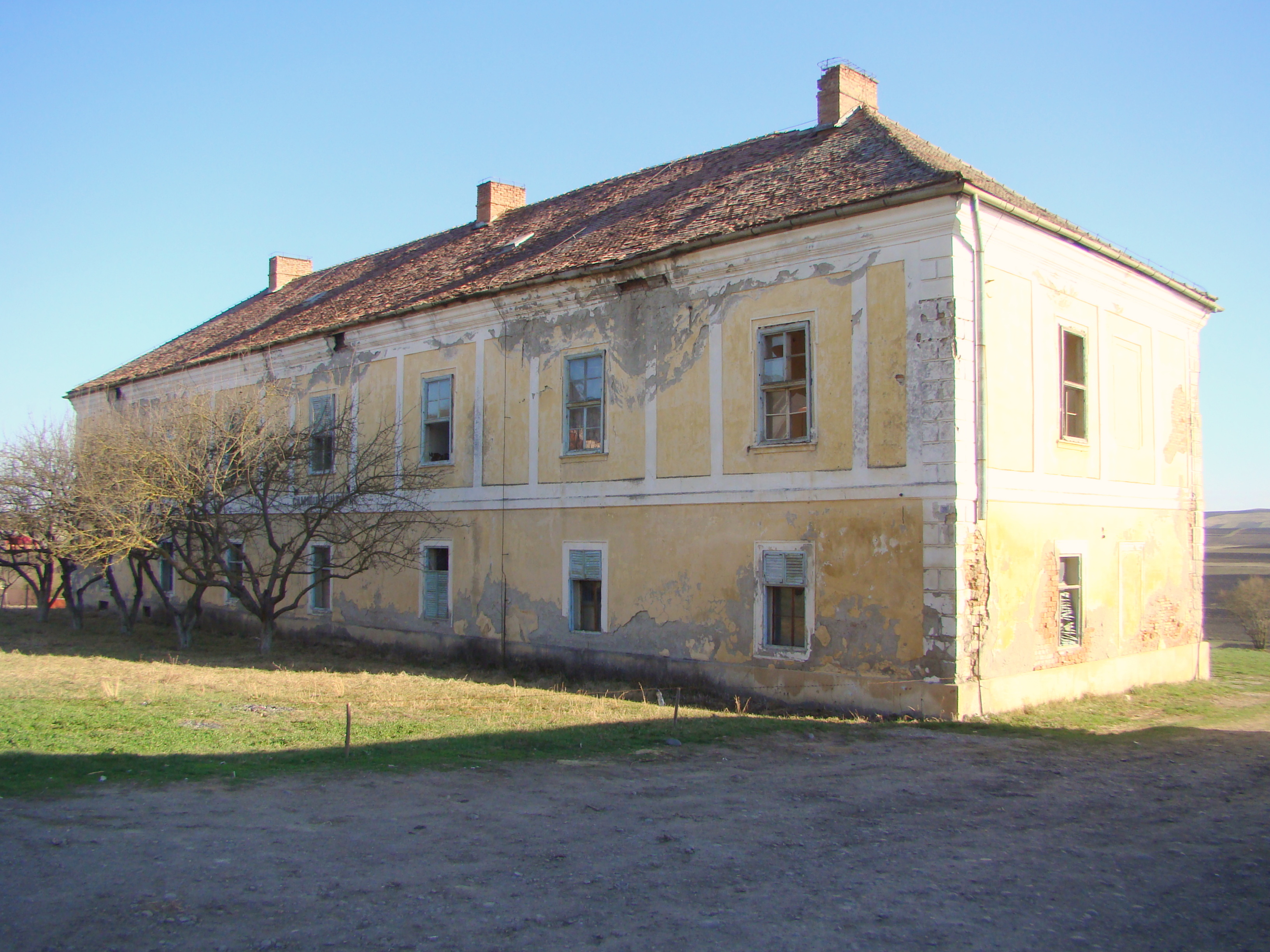
Castelul Banffy din Urmeniș (monument istoric)
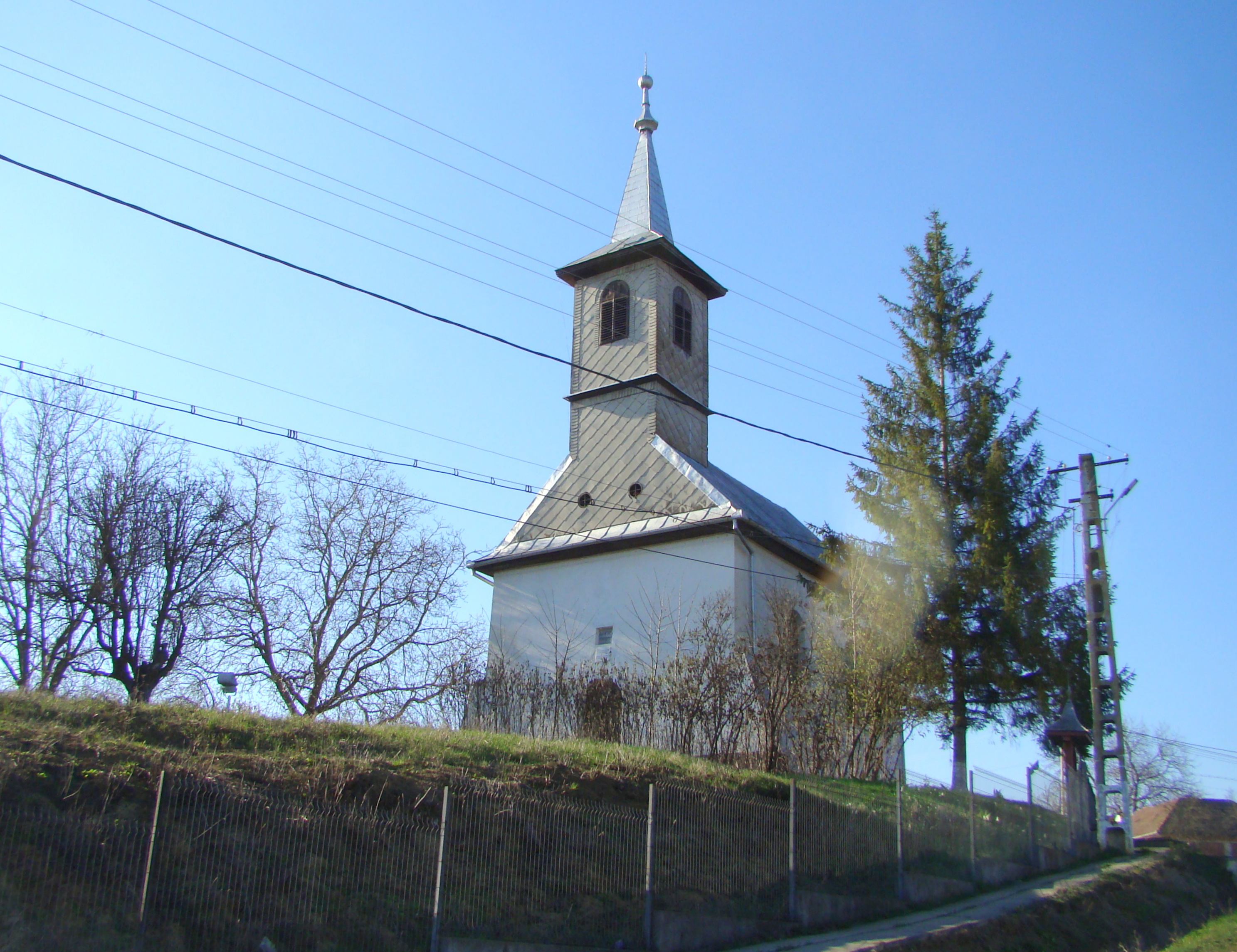
Biserica reformată din Urmeniș
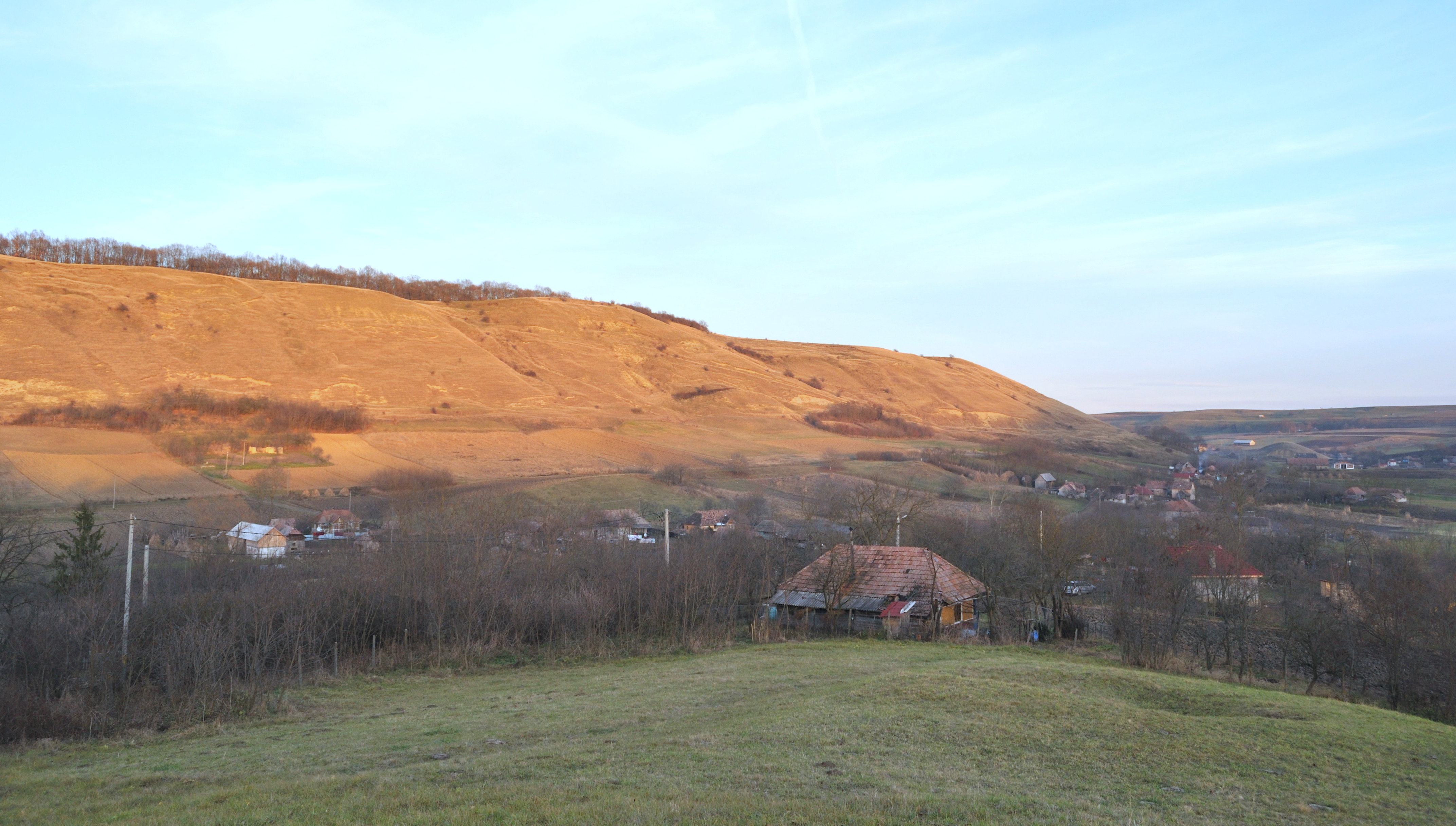
Șopteriu
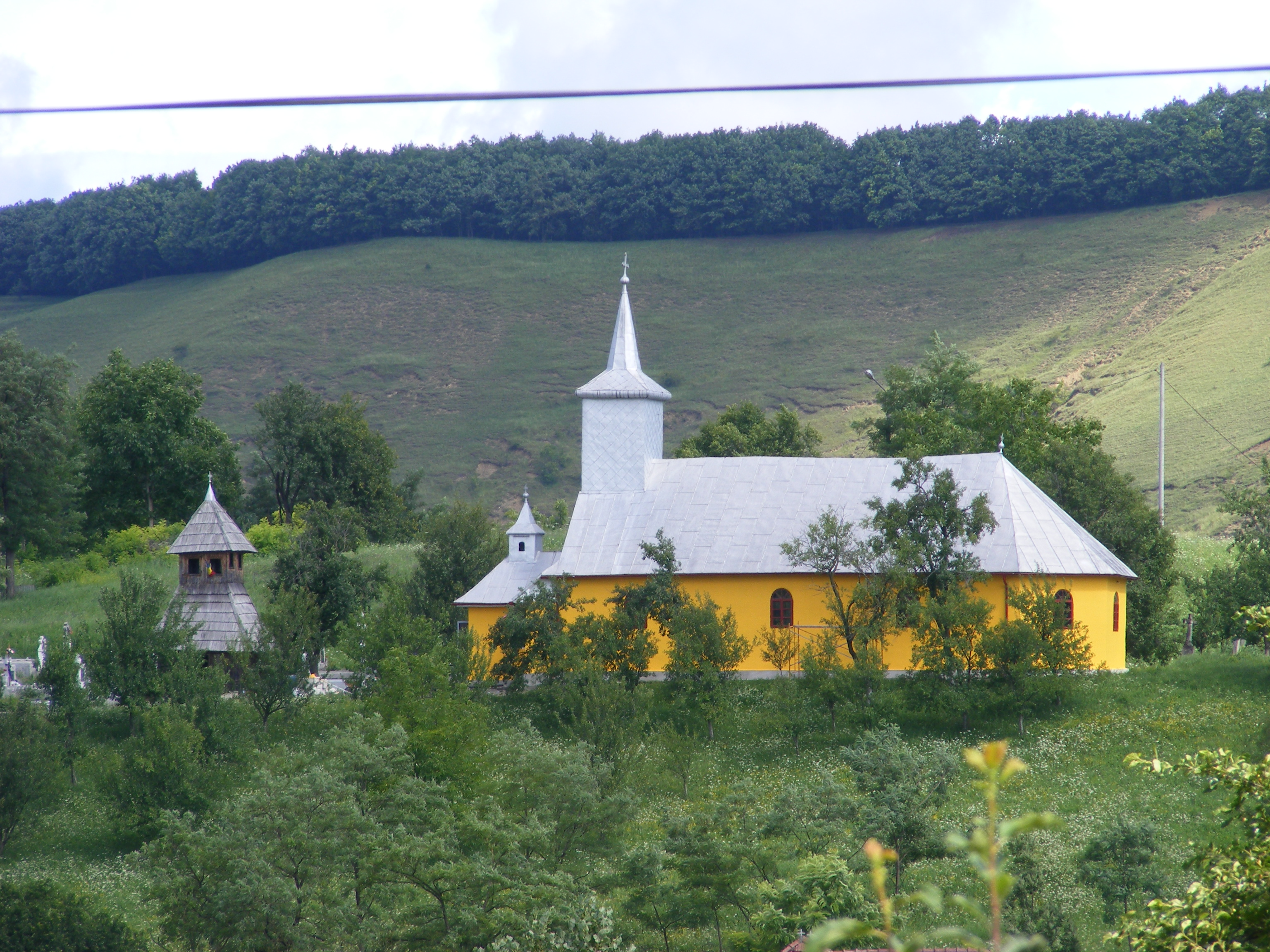
Biserica de lemn „Adormirea Maicii Domnului” din Șopteriu
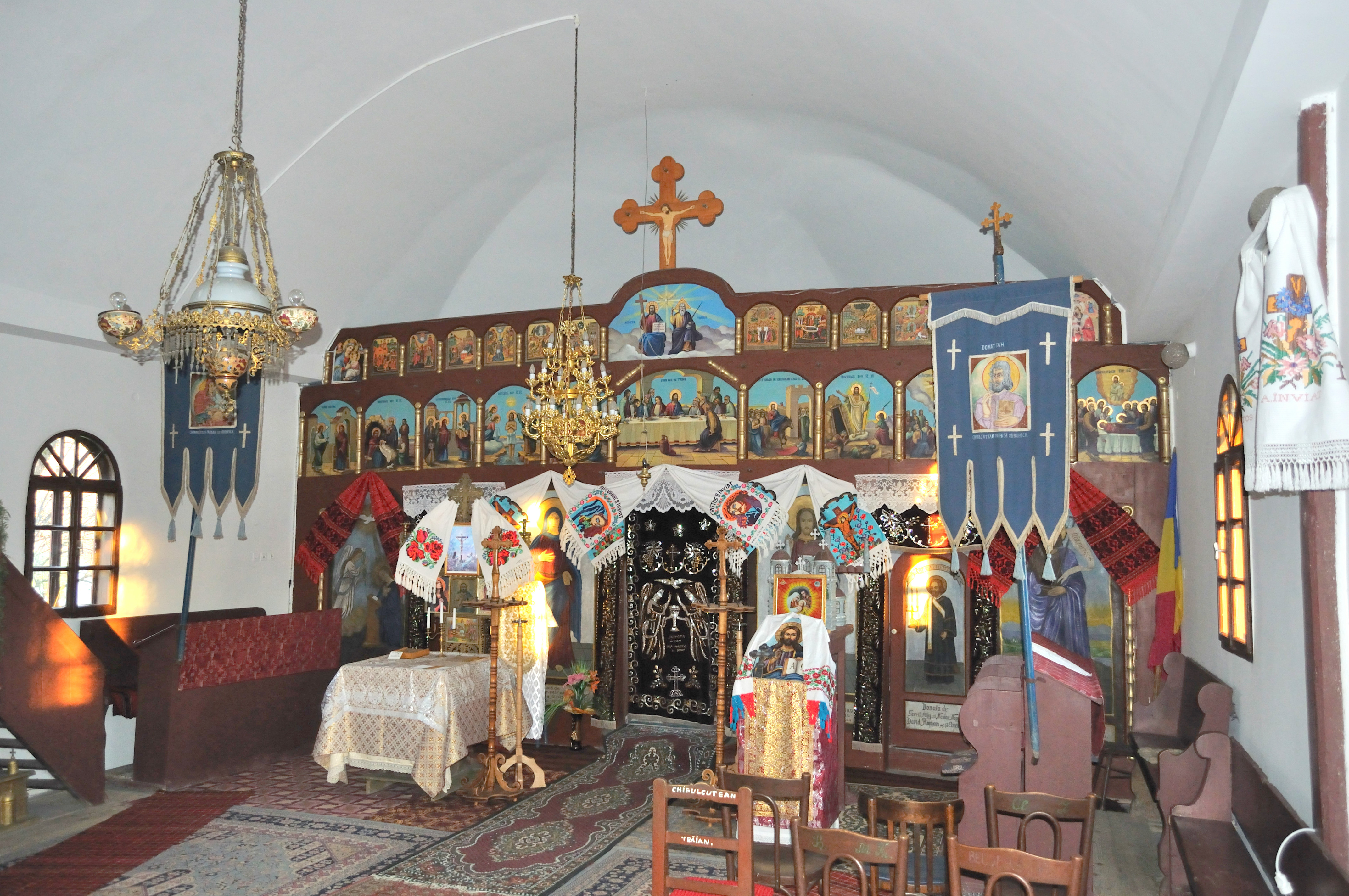
Interiorul bisericii
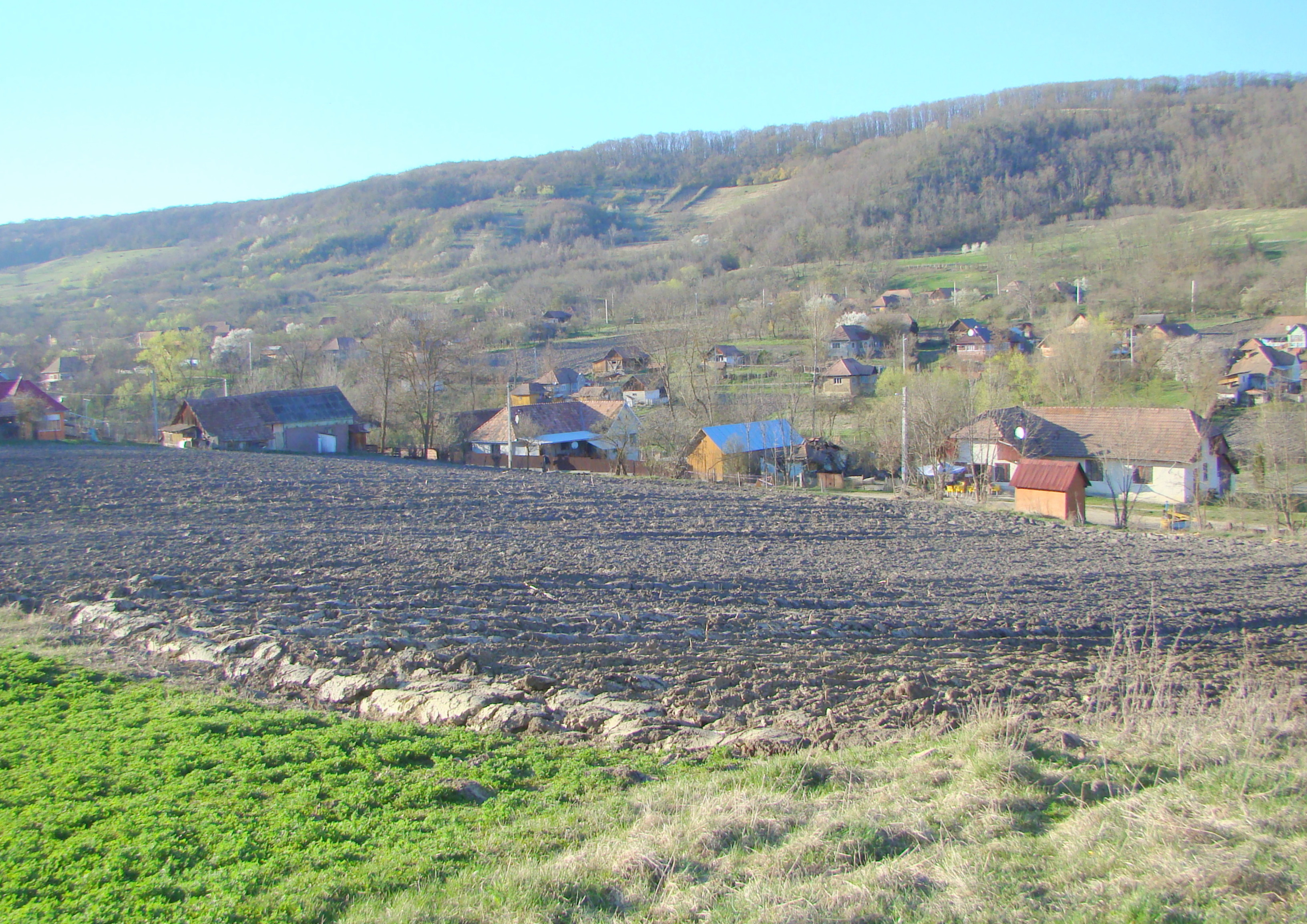
Delureni
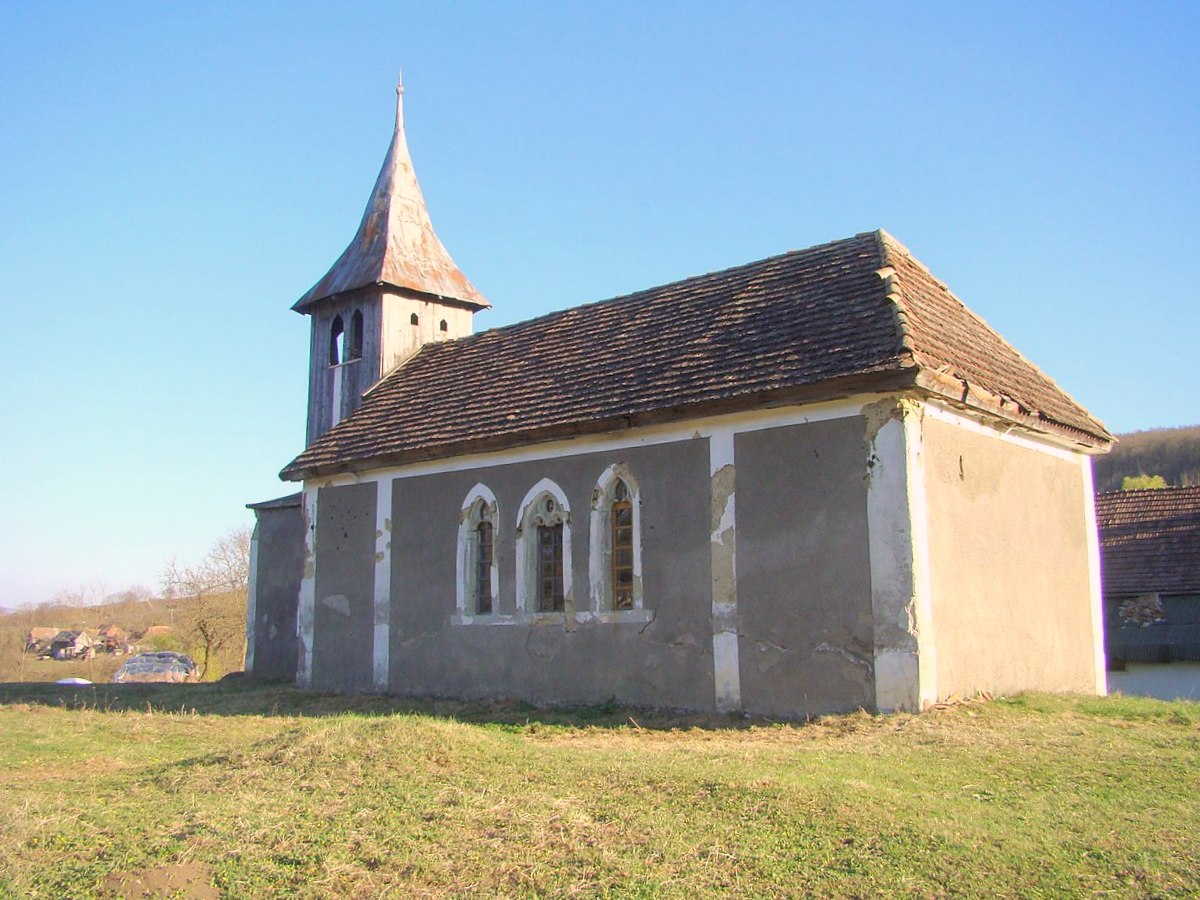
Biserica reformată din Delureni (monument istoric)